# 奧蘭多·羅曼
奧蘭多·布魯諾·羅曼（西班牙語：Orlando Bruno Román，1978年11月28日—），為波多黎各籍的棒球運動員，守備位置為投手，於1999年選秀由紐約大都會於第31輪第946順位選中，生涯從未上過大聯盟，美職體系下出賽過的最高層級為小聯盟3A。
2007年季前參與中華職棒中信鯨測試未過，2010年起再度叩關中華職棒，在兄弟象投了兩個球季。2012到2015年四個球季效力於日本職棒東京養樂多燕子，2016年球季效力於Lamigo桃猿，2017年球季則效力於中信兄弟。2022年6月25日至2023年擔任富邦悍將投手教練。

## 經歷
- 美國職棒紐約大都會（1999年－2006年，小聯盟1A—3A）
- 波多黎各棒球聯盟Criollos de Caguas（2004年11月－）
- 中華職棒中信鯨季前測試未通過（2007年3月5日－3月16日，當時譯名羅猛）
- 美國職棒巴爾的摩金鶯（2007年，小聯盟2A）
- 墨西哥聯盟Pericos de Puebla（2007年）
- 美國職棒多倫多藍鳥（2008年，小聯盟2A）
- 墨西哥聯盟Pericos de Puebla（2008年－2009年）
- 中華職棒兄弟象（2010年2月－2011年12月，譯名：奧蘭多→羅曼）
- 日本職棒中央聯盟東京養樂多燕子（2012年1月－2015年）
- 中華職棒Lamigo桃猿（2016年）
- 中華職棒中信兄弟（2017年）
- 中華職棒富邦悍將一軍投手教練（2022年–2023年）
- 中華職棒味全龍投手統籌教練（2025年–）

## 個人年表
- 2005年三十六屆世界盃棒球錦標賽波多黎各代表隊
- 2006年世界棒球經典賽波多黎各代表隊
- 2006年泛美棒球錦標賽波多黎各代表隊
- 2008年泛美棒球錦標賽(美洲盃)波多黎各代表隊
- 2009年世界棒球經典賽波多黎各代表隊
- 2009年加勒比海大賽（波多黎各棒球聯盟Leones de Ponce 代表隊成員）
- 2009年第三十八屆世界盃棒球錦標賽波多黎各代表隊
- 2010年加勒比海大賽（波多黎各棒球聯盟Indios de Mayaguez代表隊成員）
- 2010年中韓職棒總冠軍對抗賽中職冠軍代表隊
- 2011年加勒比海大賽（波多黎各棒球聯盟Criollos de Caguas代表隊成員）
- 2013年世界棒球經典賽波多黎各代表隊
- 2017年世界棒球經典賽波多黎各代表隊

## 職棒生涯成績

### 美國職棒
- 小聯盟投球局數678.1局，34勝36敗4.10自責分率

### 中華職棒
- (粗黑體字為該年度最佳或最高成績)

| 年度 | 球隊       | 出賽 | 先發 | 勝投 | 敗投 | 完投 | 完封 | 救援 | 中繼 | 奪三振 | 四死 | 投球局數 | 責失 | 防禦率 |
| ---- | ---------- | ---- | ---- | ---- | ---- | ---- | ---- | ---- | ---- | ------ | ---- | -------- | ---- | ------ |
| 2010 | 兄弟象     | 32   | 24   | 12   | 7    | 6    | 2    | 0    | 2    | 142    | 88   | 193.0    | 65   | 3.03   |
| 2011 | 兄弟象     | 33   | 26   | 16   | 6    | 4    | 2    | 0    | 3    | 161    | 69   | 203.2    | 76   | 3.36   |
| 2016 | Lamigo桃猿 | 34   | 25   | 12   | 7    | 0    | 0    | 0    | 2    | 154    | 68   | 157.0    | 81   | 4.64   |
| 2017 | 中信兄弟   | 23   | 22   | 4    | 8    | 1    | 1    | 0    | 1    | 107    | 52   | 137.1    | 68   | 4.46   |
| 合計 | 4年        | 122  | 97   | 44   | 28   | 11   | 5    | 0    | 8    | 564    | 277  | 691.0    | 290  | 3.78   |

### 日本職棒
| 年度 | 球隊       | 出賽 | 先發 | 勝投 | 敗投 | 中繼 | 救援 | 完投 | 完封 | 三振 | 四死 | 責失 | 投球局數 | 自責分率 | 被上壘率 |
| ---- | ---------- | ---- | ---- | ---- | ---- | ---- | ---- | ---- | ---- | ---- | ---- | ---- | -------- | -------- | -------- |
| 2012 | 養樂多燕子 | 26   | 26   | 9    | 11   | 0    | 0    | 3    | 2    | 96   | 75   | 56   | 165.2    | 3.04     | 1.33     |
| 2013 | 養樂多燕子 | 30   | 7    | 3    | 6    | 4    | 1    | 0    | 0    | 44   | 34   | 30   | 63.2     | 4.24     | 1.49     |
| 2014 | 養樂多燕子 | 16   | 0    | 1    | 0    | 0    | 5    | 0    | 0    | 9    | 8    | 1    | 16.0     | 0.56     | 1.13     |
| 2015 | 養樂多燕子 | 61   | 3    | 5    | 5    | 23   | 0    | 0    | 0    | 58   | 40   | 21   | 78.2     | 2.40     | 1.28     |
| 合計 | 4年        | 133  | 36   | 18   | 22   | 27   | 6    | 3    | 2    | 207  | 162  | 108  | 324.0    | 3.00     | 1.20     |

## 特殊事蹟

### 進中華職棒前
- 2008年泛美棒球錦標賽(美洲盃)預賽面對阿魯巴隊，先發7局0失分並投出無安打比賽（此役7局提前結束）。
- 2009-10年球季波多黎各棒球聯盟三振王。
- 2010年2月6日加勒比海大賽波多黎各對多明尼加，中繼上場2.1局未被敲安打無失分拿下勝投，幫助波多黎各隊取得2連勝

### 進中華職棒後
- 2010年3月未登錄在兄弟象球員名單，被列為備用洋將，並將中文譯名奧蘭多改為羅曼。
- 2010年3月24日首度升上一軍，同日生涯初登板於嘉義市立棒球場對戰統一7-ELEVEn獅，先發6局被擊出4安打、投出5三振5四死球失掉2分，吞下敗戰。
- 2010年4月16日對戰興農牛，以聯盟本季首場完投完封增添來台首勝的光彩，也是繼2008年4月11日的小林亮寬以來，球隊睽違2年又5日才出現的完封，對手也是興農牛。
- 2010年5月8日於天母棒球場對戰統一7-ELEVEn獅，三局下保送黃甘霖後被盜二壘成功，完成職棒生涯第291次盜壘成功，超前盜帥林易增所保持之290次盜壘成功之紀錄，該場投捕葉君璋及羅曼成為苦主。
- 2010年8月26日於台中棒球場對興農牛，在7局途中登板後援，拿下第10勝，使象隊成為中華職棒史上第一支誕生20位10勝投手的球隊。
- 2010年10月19日於桃園國際棒球場對興農牛的總冠軍賽第3戰，達成繼1993年第1戰的陳義信對統一獅以來，兄弟象隊史睽違17年、第2場的總冠軍賽完封，也是隊史第一位有此成就的外籍球員。
- 2011年4月2日於新竹棒球場對興農牛用141球完投9局失掉3分自責分拿到完投勝，用球數創下個人新高，也幫助球隊終止六連敗。
- 2011年6月4日於台中洲際棒球場面對興農牛，投出在中華職棒第200次三振。

## 外部連結
- 奧蘭多·羅曼在台灣棒球維基館上的頁面（繁體中文）
- 奧蘭多·羅曼在美國職棒官網（英语）
- 奧蘭多·羅曼在日本職棒官網（英语）
- 奧蘭多·羅曼在中華職棒官網
- 奧蘭多·羅曼在Baseball-Reference.com（小聯盟以及海外聯盟）（英语）
- 奧蘭多·羅曼在FanGraphs.com（英语）
- 奧蘭多·羅曼在The Baseball Cube（英语）
- 奧蘭多·羅曼的X（前Twitter）

| 獎項                               | 獎項                                 | 獎項                   |
| ---------------------------------- | ------------------------------------ | ---------------------- |
| 前任： 卡斯帝                      | 中華職棒勝投王 2011年                | 繼任： 鎌田祐哉        |
| 前任： 正田樹                      | 中華職棒三振王 2010-2011年           | 繼任： 迪薩猛          |
| 前任： 卡斯帝                      | 中華職棒最佳十人獎(投手) 2011年      | 繼任： 鎌田祐哉        |
| 前任： 潘威倫 力猛(Scott Richmond) | 中華職棒金手套獎(投手) 2011年 2017年 | 繼任： 鎌田祐哉 羅里奇 |